# Sessioni radiofoniche di David Bowie alla BBC

Il logo di BBC Radio 1, l'emittente per la quale David Bowie ha effettuato le 14 sessioni radiofoniche tra il 1967 e il 1999.

Le sessioni radiofoniche di David Bowie alla BBC sono state registrazioni effettuate dall'artista inglese e trasmesse all'interno di alcuni programmi dell'emittente britannica BBC Radio. Le prime risalgono agli inizi della carriera solista di Bowie ma la maggior parte è concentrata tra il 1970 e il 1972, in particolare durante la cosiddetta "era di Ziggy Stardust".
Negli anni novanta, dopo quasi vent'anni di assenza Bowie è tornato negli studi londinesi della BBC per due esibizioni dal vivo. Oltre alle sessioni per Radio 1 e alcune apparizioni in programmi di Radio 2, i cantante è stato protagonista di documentari, programmi speciali e interviste per le varie stazioni dell'emittente.
Una selezione dei brani registrati per le sessioni è stata resa disponibile nell'album Bowie at the Beeb pubblicato nel 2000.

## Anni sessanta
| Data             | Programma | Registrazione                               | Produttore     |
| ---------------- | --------- | ------------------------------------------- | -------------- |
| 24 dicembre 1967 | Top Gear  | 18 dicembre 1967 - Studio 1, 201 Piccadilly | Bernie Andrews |

La prima sessione venne realizzata alla fine del 1967 quando il manager di Bowie, Kenneth Pitt, scoprì che Bernie Andrews, produttore della trasmissione della domenica pomeriggio Top Gear, era un ammiratore dell'album di debutto pubblicato a giugno. Accompagnato dai sedici elementi della Arthur Greenslade Orchestra, Bowie eseguì Love You Till Tuesday, In the Heat of the Morning e tre brani estratti dall'album: Silly Boy Blue, When I Live My Dream e Little Bombardier. Secondo quanto riportato in The Pitt Report sarebbe stata registrata anche una canzone intitolata Something I Would Like to Be, anche se nelle note di Bowie at the Beeb è scritto chiaramente che Bowie «non ha registrato Something I Would Like To Be per Radio 1 nel 1967». Lo stesso Pitt sostiene nel suo libro che in quella sessione non fu eseguita In the Heat of the Morning, la cui esecuzione è invece documentata. È probabile che Something I Would Like to Be esistesse nelle annotazioni del manager come titolo provvisorio di In the Heat of the Morning, la cui registrazione sarebbe avvenuta solo tre mesi dopo. La sessione venne replicata il 28 gennaio 1968.
| Data           | Programma | Registrazione                             | Produttore     |
| -------------- | --------- | ----------------------------------------- | -------------- |
| 26 maggio 1968 | Top Gear  | 13 maggio 1968 - Studio 1, 201 Piccadilly | Bernie Andrews |

Per la seconda sessione, arrangiata dal suo nuovo produttore Tony Visconti, l'orchestra di quattordici elementi che accompagnò David Bowie venne debitamente nominata Tony Visconti Orchestra. Lo stesso produttore ha raccontato in seguito alla rivista Starzone che tra i musicisti figurarono John McLaughlin alla chitarra, Herbie Flowers al basso, Barry Morgan alla batteria e Alan Hawkshaw alle tastiere, con l'accompagnamento vocale di Steve Peregrine Took dei T. Rex. Furono eseguite In the Heat of the Morning, London Bye Ta-Ta, Karma Man e When I'm Five, nella versione che sarebbe comparsa nel video Love You Till Tuesday e nella relativa colonna sonora. Silly Boy Blue fu mandata in onda solo nella replica del 20 giugno.
| Data            | Programma                | Registrazione                            | Produttore    |
| --------------- | ------------------------ | ---------------------------------------- | ------------- |
| 26 ottobre 1969 | The Dave Lee Travis Show | 20 ottobre 1969 - Studio 2, Aeolian Hall | Paul Williams |

Per l'ultima sessione degli anni sessanta Bowie fu accompagnato dai Junior's Eyes, la band con cui aveva appena registrato l'album Space Oddity ovvero Mick Wayne e Tim Renwick alla chitarra, John "Honk" Lodge al basso e John Cambridge alla batteria. Della scaletta, che incluse anche Let Me Sleep Beside You e Janine, venne trasmessa solo Unwashed and Somewhat Slightly Dazed e la sessione fu in realtà l'occasione per mandare in onda il nuovo 45 giri Space Oddity. Bowie venne anche intervistato dal conduttore Brian Matthew al quale parla proprio del nuovo singolo: «La maggior parte della gente pensa che sia stata scritta per anticipare l'allunaggio, ma in effetti cominciai a lavorarci lo scorso novembre, la registrazione è iniziata a dicembre ed è stata completata a giugno. È stata pubblicata nel giro di tre settimane, un'ottima partenza».

## Anni settanta
| Data            | Programma       | Registrazione                                        | Produttore   |
| --------------- | --------------- | ---------------------------------------------------- | ------------ |
| 8 febbraio 1970 | The Sunday Show | 5 febbraio 1970 - Paris Studios, Lower Regent Street | Jeff Griffin |

Anche se si sarebbero chiamati Hype solo quindici giorni dopo, nella documentazione della BBC la nuova band che accompagnò David Bowie viene indicata come Tony Visconti Trio. Il gruppo, formato da Mick Ronson alla chitarra, Visconti al basso e John Cambridge alla batteria, fece il suo esordio proprio in questa sessione registrata in presenza del pubblico, e avrebbe partecipato anche a quella successiva prima di sciogliersi. Bowie iniziò alla chitarra acustica con God Knows I'm Good, Karma Man e le cover di Buzz the Fuzz di Paul "Biff" Rose e Amsterdam di Jacques Brel, prima di essere raggiunto dal resto della band. Oltre ad un "prototipo" di The Width of a Circle vennero eseguite An Occasional Dream, Cygnet Committee, The Prettiest Star e Fill Your Heart, altra cover di Paul "Biff" Rose che sarebbe stata registrata per Hunky Dory. A causa di restrizioni di tempo I'm Waiting for the Man dei Velvet Underground non venne trasmessa mentre Memory of a Free Festival fu interrotta circa a metà.
| Data          | Programma                           | Registrazione                         | Produttore     |
| ------------- | ----------------------------------- | ------------------------------------- | -------------- |
| 6 aprile 1970 | Sounds of the 70s: Andy Ferris Show | 25 marzo 1970 - The Playhouse Theatre | Bernie Andrews |

La seconda sessione con gli Hype si tenne poco meno di due mesi dopo al Playhouse Theatre di Londra. The Width of a Circle, Wild Eyed Boy from Freecloud e I'm Waiting for the Man vennero trasmesse il 6 aprile nella nuova serie di Sounds of the Seventies condotta da Andy Ferris, mentre nella replica dell'11 maggio David Symonds mandò in onda anche The Supermen. Il master di quest'ultima, ritenuto perduto, è stato recuperato durante le ricerche per Bowie at the Beeb.
| Data           | Programma                  | Registrazione                                      | Produttore   |
| -------------- | -------------------------- | -------------------------------------------------- | ------------ |
| 20 giugno 1971 | John Peel's Sunday Concert | 3 giugno 1971 - Paris Studios, Lower Regent Street | Jeff Griffin |

Per la sua seconda sessione dal vivo, andata in onda nella serie condotta dalla voce storica di John Peel, Bowie portò alcuni amici e colleghi come ospiti. Oltre al nucleo della band rappresentato dai futuri Spiders from Mars, Mick Ronson, Trevor Bolder e Mick Woodmansey, parteciparono i cantanti Dana Gillespie, George Underwood, Mark Carr Pritchard e Geoffrey Alexander, ovvero Geoffrey Alexander MacCormack (conosciuto anche come Warren Peace). L'esibizione fu contrassegnata dalle prime versioni di Oh! You Pretty Things, che non venne trasmessa, Kooks, Song for Bob Dylan cantata da Underwood e Andy Warhol cantata da Dana Gillespie. Vennero eseguite anche Queen Bitch, The Supermen, Almost Grown, cantata da Geoffrey Alexander, e due canzoni che in seguito sarebbero state scartate dall'album Hunky Dory, ovvero Bombers e Looking For a Friend, quest'ultima cantata da Mark Carr Pritchard. Il finale collettivo di It Ain't Easy, cover di Ron Davies, anticipò di un anno l'uscita di The Rise and Fall of Ziggy Stardust and the Spiders from Mars.
| Data           | Programma                     | Registrazione                                   | Produttore   |
| -------------- | ----------------------------- | ----------------------------------------------- | ------------ |
| 4 ottobre 1971 | Sounds of the 70s: Bob Harris | 21 settembre 1971 - Studio T1, Kensington House | John F. Muir |

Bowie si esibì all'interno del programma Sounds of the Seventies con il solo Mick Ronson per la prima sessione presentata da "Whispering" Bob Harris, da appena un anno alla BBC ma la cui voce sarebbe diventata una delle più famose dell'emittente. Accompagnandosi con le chitarre i due eseguono The Supermen, Oh! You Pretty Things, Eight Line Poem, Andy Warhol e Amsterdam, le ultime due non trasmesse per motivi di tempo. Secondo le parole di Bill Aitken, uno dei tecnici audio, si trattò di una sessione piuttosto strana: «Due voci, due chitarre acustiche o, in alcuni brani, due chitarre elettriche. Il suono delle chitarre elettriche risultava un po' strano perché, dal momento che né Bowie né Ronson si erano portati l'amplificatore, le chitarre vennero collegate in diretta».
| Data            | Programma                    | Registrazione                                 | Produttore   |
| --------------- | ---------------------------- | --------------------------------------------- | ------------ |
| 28 gennaio 1972 | Sounds of the 70s: John Peel | 11 gennaio 1972 - Studio T1, Kensington House | John F. Muir |

Mentre The Rise and Fall of Ziggy Stardust and the Spiders from Mars si profilava all'orizzonte, Bowie e gli Spiders registrarono il primo di una serie di set piuttosto simili tra loro, degno di nota in quanto si trattò della prima occasione importante per presentare il materiale del nuovo album, in particolare Hang On to Yourself, Ziggy Stardust e Lady Stardust, trasmessa solo nella replica del 31 marzo. Le scalette di questa e delle quattro sessioni successive, registrate nell'arco di sei mesi, sono state spesso confuse col passare degli anni man mano che i risultati delle stesse apparivano su bootleg in combinazioni spesso erroneamente catalogate.
| Data            | Programma                     | Registrazione                          | Produttore   |
| --------------- | ----------------------------- | -------------------------------------- | ------------ |
| 7 febbraio 1972 | Sounds of the 70s: Bob Harris | 18 gennaio 1972 - Studio 5, Maida Vale | Jeff Griffin |

L'esibizione con gli Spiders trasmessa una settimana dopo nel programma di Bob Harris, che intervistò Bowie presentandolo come Ziggy Stardust, vide una scaletta molto simile alla precedente tranne per Five Years, proposta al posto di Lady Stardust, mentre I'm Waiting for the Man fu registrata ma non mandata in onda.
| Data           | Programma                    | Registrazione                         | Produttore   |
| -------------- | ---------------------------- | ------------------------------------- | ------------ |
| 23 maggio 1972 | Sounds of the 70s: John Peel | 16 maggio 1972 - Studio 4, Maida Vale | Jeff Griffin |

Alla vigilia dell'uscita dell'album, Bowie e gli Spiders from Mars registrarono altre due sessioni, la prima delle quali venne trasmessa il 23 maggio all'interno dello spettacolo del martedì sera chiamato in origine John Peel with Top Gear, Sounds of the 70s. Per l'occasione, a Ronson, Bolder e Woodmansey si aggiunse al pianoforte Nicky Graham, che avrebbe partecipato ad alcune date estive dello Ziggy Stardust Tour. Oltre alla cover di White Light/White Heat dei Velvet Underground vennero eseguite Suffragette City, Moonage Daydream, Hang On to Yourself e Ziggy Stardust.
| Data            | Programma                         | Registrazione                           | Produttore  |
| --------------- | --------------------------------- | --------------------------------------- | ----------- |
| 5-9 giugno 1972 | The Johnnie Walker Lunchtime Show | 22 maggio 1972 - Studio 2, Aeolian Hall | Roger Pusey |

Il primo giorno della sessione successiva fu trasmessa Oh! You Pretty Things mentre il resto della settimana venne mandata in onda solo Starman, con nuove sovraincisioni di chitarra e voce aggiunte a una base d'accompagnamento remixata tratta dal nastro originale. Alla fine di un verso di Space Oddity, che non venne mandata in onda, Bowie infilò scherzosamente la frase «I'm just a Rocket Man!», una frecciata al brano di Elton John che aveva un tema simile e che in quel periodo era quinto in classifica.
| Data           | Programma                     | Registrazione                         | Produttore   |
| -------------- | ----------------------------- | ------------------------------------- | ------------ |
| 19 giugno 1972 | Sounds Of The 70s: Bob Harris | 23 maggio 1972 - Studio 4, Maida Vale | Jeff Griffin |

L'ultima sessione degli anni settanta, venne registrata lo stesso giorno in cui fu trasmessa quella del 16 maggio. Agli Spiders si aggiunse stavolta il pianista jazz-fusion Robin Lumley, che in seguito avrebbe fatto parte dei Brand X oltre a collaborare con Rod Argent, Gary Brooker e Graeme Edge. Oltre a Andy Warhol, Lady Stardust e White Light/White Heat fu questa l'unica occasione in cui venne proposta Rock 'n' Roll Suicide.

## Anni novanta
| Data           | Programma           | Registrazione        | Produttore |
| -------------- | ------------------- | -------------------- | ---------- |
| 13 agosto 1991 | The Evening Session | Studio 5, Maida Vale | Jeff Smith |

Dopo un'interruzione di 19 anni, Bowie tornò a Radio 1 nel programma del dj Mark Goodier per registrare in diretta una sessione con i Tin Machine. Per la band che ha formato due anni prima, e con la quale avrebbe pubblicato il secondo album di lì a due settimane, fu l'occasione per un'anteprima di alcuni brani che ad ottobre sarebbero stati inclusi in due diversi formati del singolo Baby Universal: la stessa Baby Universal e A Big Hurt nella versione 12", Stateside, If There Is Something e Heaven's In Here, tratta dal primo album, nella versione CD.
| Data            | Programma              | Registrazione        | Produttore    |
| --------------- | ---------------------- | -------------------- | ------------- |
| 25 ottobre 1999 | The Mark and Lard Show | Studio 4, Maida Vale | Will Saunders |

Durante l'Hours Tour del 1999 David Bowie si esibì dal vivo davanti al pubblico dello show di Mark Radcliffe e Marc Riley, accompagnato da Page Hamilton e Mark Plati alla chitarra, Gail Ann Dorsey al basso, Mike Garson alle tastiere e Sterling Campbell alla batteria. L'ultima sessione per Radio 1, alla quale assistette anche il figlio Duncan, incluse cinque canzoni abbastanza diverse l'una dall'altra: Drive-In Saturday, Repetition, le recenti Something in the Air e Survive e il brano del 1966 Can't Help Thinking About Me.

## Altre apparizioni alla BBC
- Star Special (20 maggio 1979) - David Bowie ha partecipato allo show di Radio 1 introducendo i vari brani in scaletta, tra cui Boys Keep Swinging, Yassassin e canzoni di artisti in qualche modo legati alla sua carriera: TV Eye di Iggy Pop (definito «un performer maestoso»), Trial 2/Prison di Philip Glass, Sweet Jane dei Velvet Underground e 20th Century Boy dei T. Rex (definendo Marc Bolan «uno che probabilmente ha fatto per il sound inglese dei primi anni settanta ciò che Spector ha fatto per il sound degli anni sessanta in America»).[21]
- ChangesNowBowie (7 gennaio 1997) - Durante le prove per il Birthday Benefit Concert che si sarebbe tenuto al Madison Square Garden di New York due giorni dopo per celebrare il suo 50º compleanno, Bowie ha registrato ai SIR Studios nove canzoni in esclusiva per il programma retrospettivo di Radio 1 trasmesso il giorno successivo, durante il quale ha ricevuto gli auguri registrati da parte di Robert Smith, Brett Anderson, Ian McCulloch, Bono, Scott Walker, Mick Hucknall, Neil Tennant, Damon Albarn, Sean Ryder e Brian Molko.[22] Per l'esibizione prevalentemente acustica, della durata di un'ora e intervallata da un'intervista della dj inglese Mary Anne Hobbs, David era accompagnato da Reeves Gabrels e Gail Ann Dorsey. La scaletta era costituita da classici come The Man Who Sold the World, The Supermen, Andy Warhol, Lady Stardust, Quicksand e Aladdin Sane, alternati a brani più inconsueti come Repetition, White Light/White Heat e Shopping for Girls.[23]
- The O-Zone (25 gennaio 1997) - Bowie è stato ospite del programma di Radio 2 presentato da Jayne Middlemiss e Jamie Theakston, in cui ha parlato soprattutto dell'album Earthling in uscita a febbraio.[24]
- Breakfast Show (17 aprile 1997) - Il cantante ha partecipato al programma di Mark Radcliffe su Radio 1, durante il quale ha riproposto brani come Boys Keep Swinging, Dead Man Walking, Little Wonder e Let's Dance.[25]
- Saturday Music Mix (25 ottobre 1999) - Lo stesso giorno della sessione per il Mark and Lard Show, Bowie e la sua band hanno registrato altre due tracce, Survive e China Girl, trasmesse il 6 novembre durante il programma condotto su Radio 2 da Billy Bragg.[26]
- BBC Show (27 giugno 2000) - Accompagnato da Earl Slick e Mark Plati alla chitarra, Gail Ann Dorsey al basso, Mike Garson alle tastiere e Sterling Campbell alla batteria, Bowie ha registrato al BBC Radio Theatre di Londra un concerto che sarebbe stato trasmesso qualche mese dopo, con brani che includevano The London Boys, I Dig Everything, Ziggy Stardust e All the Young Dudes.[27] Durante i bis fu costretto a interrompersi per alcuni problemi alla voce e il gruppo fece una jam session su The Jean Genie fino a quando non ricominciò a cantare. Una selezione dei brani eseguiti sono stati inclusi nel bonus disc allegato alle prime copie di Bowie at the Beeb.
- Live and Exclusive (18 settembre 2002) - L'ultima apparizione di Bowie alla BBC è stata uno special di Radio 2 presentato da Jonathan Ross e trasmesso il 5 ottobre nel quale era accompagnato da Earl Slick, Mark Plati e Gerry Leonard alle chitarre, Gail Ann Dorsey al basso, Mike Garson alle tastiere, Sterling Campbell alla batteria e Catherine Russel a percussioni e tastiere.[28] Lo show si è tenuto davanti ad un centinaio di fans per i quali Bowie ha eseguito brani tratti da Heathen (Sunday, Everyone Says "Hi", Cactus, 5:15 The Angels Have Gone e la title track), alternati a vecchi successi come Look Back In Anger, Rebel Rebel e The Bewlay Brothers, mai eseguita prima dal vivo.[29] Il cantante ha effettuato anche delle riprese del pubblico con una videocamera portatile per sua figlia Alexandria Zahra, nata due anni prima, esclamando: «Questo è per mostrare a mia figlia che razza di gente frequento...»[28]

### Registrazioni di concerti
In aggiunta alle sessioni in studio, Radio 1 ha effettuato alcune registrazioni dal vivo in occasione di tour e concerti di David Bowie:
- 13 luglio 1983, Forum de Montréal (Serious Moonlight Tour)
- 30 agosto 1987, Stadio Olimpico di Montréal (Glass Spider Tour)
- 5 agosto 1990, National Bowl, Milton Keynes (Sound+Vision Tour)
- 18 novembre 1995, Wembley Arena, Londra (Outside Tour, selezione di mezz'ora)
- 18 luglio 1996, Long Marston Airfield, Stratford-upon-Avon, (Phoenix Festival, le ultime 6 canzoni)
- 9 ottobre 1999, Wembley Stadium, Londra (Net Aid, con un'intervista nel backstage)

### Documentari
- The David Bowie Story - Special in quattro puntate trasmesso nel maggio 1976 su Radio 1 e replicato nella primavera del 1993 con due puntate aggiuntive.[30]
- Kaleidoscope - Programma trasmesso da Radio 4 il 28 dicembre 1996 che esplorava il recente interesse di Bowie per le arti visive e valutava la sua eredità musicale.[31]
- Golden Years - The David Bowie Story - Tre puntate mandate in onda da Radio 2 nel marzo 2000 e presentate da Mark Goodier, con interviste a personaggi importanti per la carriera di Bowie come Gus Dudgeon, Rick Wakeman e Tony Visconti.[32]
- The Music Mix - Documentario in due parti di BBC World Service trasmesso l'8 e il 15 gennaio 2001. La prima parte ripercorreva gli inizi della carriera del cantante mentre la seconda includeva un'intervista.[33]

## Discografia
Nel luglio del 1996, dopo il successo di Live at the BBC dei Beatles la BBC fece uscire un sampler in formato picture disc intitolato BBC Sessions 1969-1972, con sei tracce da altrettante sessioni di David Bowie: Let Me Sleep Beside You (26/10/1969, con parte dell'intervista di Brian Matthew), I'm Waiting for the Man (06/04/1970), Andy Warhol (4/10/1971), Hang On to Yourself (07/02/1972), Space Oddity (05/06/1972) e Ziggy Stardust (19/06/1972).
Il sampler venne ritirato dopo una sola settimana e il progetto di un triplo CD fu momentaneamente accantonato per problemi burocratici. Quattro anni dopo cedette però il passo alla pubblicazione da parte della EMI del doppio Bowie at the Beeb, uscito il 25 settembre 2000 con una vasta selezione di brani tratti dalle sessioni effettuate tra il 1968 e il 1972. La prima edizione comprendeva inoltre un bonus disc con la registrazione della performance del 27 giugno 2000 al BBC Radio Theatre.
Per quanto riguarda le registrazioni non ufficiali, i primi bootleg con materiale BBC sono stati tre 45 giri usciti nel 1978:
- Bowie Does Reed e Spiders From Mars,[35][36] entrambi con I'm Waiting for the Man (18/01/1972) e White Light/White Heat (16/05/1972)
- Five Years,[37] con il brano omonimo (11/01/1972) e Hang On to Yourself (18/01/1972)

Da allora il numero di registrazioni pirata è aumentato notevolmente con 17 LP e circa 50 CD usciti tra il 1978 e il 2002, tra cui il CD quadruplo The Rise and Rise of Ziggy Stardust, la serie The Essential David Bowie (Emerged from Shadows, Kiss the Viper's Fang, Nobody's Children) e An Evening with David Bowie con l'intera sessione del 18 settembre 2002 trasmessa da Radio 2.